# 米歇尔·多曼格
米歇爾·多曼格（法語：Michel Domingue，法語發音：[miʃɛl dɔmɛ̃ɡ]；1813年7月28日—1877年5月24日），海地軍人，1874年6月14日至1876年4月15日出任海地總統。
他生於萊凱市，他軍事訓練畢業後成為海地南部省指揮官。在1868年5月8日至1869年12月建立海地南部自治國，起兵反对西尔万·萨尔纳夫的统治，1870年尼萨热·萨热总统任命他为副总统。
他是軍人出身，缺乏政治经验，因此即位后，他在1874年9月10日頒布法令任命了塞普蒂米·拉莫為副总统，因拉莫獨裁霸道成性，拉莫才是真正海地統治者，多曼格只是有名無實的總統。
他當選總統後的第一個行動是與多明尼加共和國簽訂確立國界的協議，結束他們之間的漫長而血腥的邊界戰爭。1875年1月20日兩國間簽署友好條約，海地認可和接受的多明尼加共和國的完全獨立。
但是海地國內的財政狀況是毀滅性的，多曼格嘗試協商與法國的貸款，這將應付海地多年的財務需要。最後腐敗和欺詐是如此之大，他於1875年5月15日頒布了一項法令，逮捕將軍布萊斯和Pierre Monplaisir Pierre，後來他們被打死。賽普蒂缪·拉莫也在不久后遇刺身亡。
多曼格於1876年4月15日辭職，並流亡到牙買加金斯敦，他在那裡一年後死去，現在美國和海地也有他的後人，但已改名換姓。